# Емерхонов, Евгений Вадимович
Евге́ний Вади́мович Емерхо́нов (род. 28 января 2000, Ижевск) — российский биатлонист, призёр юниорского чемпионата Европы, призёр чемпионатов России. Мастер спорта России.

## Биография
Родился в Ижевске. До 10 лет занимался спортивной гимнастикой, а в восьмом классе перешёл биатлон к тренеру Александру Николаевичу Кутыреву.
Выпускник Чайковской академии физической культуры и спорта по специальности «тренер».
На внутрироссийских соревнованиях выступал за Удмуртию и Татарстан. С 2025 года представляет Московскую область.

### Карьера
Неоднократно становился победителем и призёром всероссийских соревнований среди юниоров.
Дебютировал на международных соревнованиях на юношеском чемпионате мира 2019 года в Брезно-Осрбле, где занял 58-е место в индивидуальной гонке и 8-е в эстафете.
На юниорском чемпионате Европы 2022 года в Поклюке вместе с Анастасией Гришиной завоевал серебро в одиночной смешанной эстафете, но на юниорское первенство мира того же года в США не поехал. На чемпионате России 2022 года впервые завоевал награду на взрослом уровне, выиграв бронзу в составе эстафетной команды Удмуртии. 
Перед сезоном 2022/2023 вошёл в состав основной сборной России в группу Юрия Каминского, а также сменив родную команду Удмуртии на Татарстан. В том же сезоне завоевал первую личную награду, выиграв бронзу гонки преследования на этапе 
Кубка России в Рыбинске.
На чемпионате России 2024 года в Тюмени Емерхонов выиграл бронзовую награду одиночной смешанной эстафеты.
В январе 2025 года совместно с лыжниками стал серебряным призёром коммерческой «Гонки чемпионов» в смешанной эстафете.

## Личная жизнь
21 сентября 2024 года женился на биатлонистке Любови Калининой, через 4 дня пара сыграла свадьбу.